# Ceuthophilus conicaudus
Ceuthophilus conicaudus är en insektsart som beskrevs av Theodore Huntington Hubbell 1936. Ceuthophilus conicaudus ingår i släktet Ceuthophilus och familjen grottvårtbitare. Inga underarter finns listade i Catalogue of Life.